# 馬田·史高西斯與羅拔·迪尼路
美國導演馬田·史高西斯和美國演員羅拔·迪尼路在他們的職業生涯中經常合作，自1973年以來一共拍攝了九部長篇電影，以及一部短片。他們合作的很多電影經常被評為有史以來最偉大的電影。

## 關係
1967年，史高西斯拍攝了第一部長篇的黑白電影《I Call First》，後來改名為《誰在敲我的門》（Who's That Knocking at My Door），男演員是夏菲·基圖。史高西斯後來與白賴仁·狄龐馬、法蘭斯·哥普拉、佐治·魯卡斯、史提芬·史匹堡和羅拔·湛米基斯成為朋友，他們被稱為1970年代有影響力的「電影小子」（movie brats）。白賴仁·狄龐馬則介紹史高西斯給羅拔·迪尼路認識。
迪尼路早在幾年前就認識狄龐馬，而他與狄龐馬合作的第一部電影角色是在1963年20歲時，於《The Wedding Party》中演出。然而，該片直到1969年才上映。兩人在1968年的電影《Greetings》中再合作，而這是迪尼路正式的電影初次亮相。

## 外部連結
- Robert De Niro在互联网电影资料库（IMDb）上的資料（英文）
- Martin Scorsese在互联网电影资料库（IMDb）上的資料（英文）